# Lidiivka, Domanivka
Lidiivka (în ucraineană Лідіївка) este un sat în comuna Suha Balka din raionul Domanivka, regiunea Mîkolaiiv, Ucraina.

## Demografie
Componența lingvistică a localității Lidiivka
     Ucraineană (95,42%)
     Rusă (3,13%)
     Alte limbi (0,24%)
Conform recensământului din 2001, majoritatea populației localității Lidiivka era vorbitoare de ucraineană (95,42%), existând în minoritate și vorbitori de rusă (3,13%).